# Echidnophaga popovi
Echidnophaga popovi är en loppart som beskrevs av Ioff et Argyropulo 1934. Echidnophaga popovi ingår i släktet Echidnophaga och familjen husloppor. Inga underarter finns listade i Catalogue of Life.